# Croatia Open Umag 2018 - Qualificazioni singolare
Le qualificazioni del singolare del Croatia Open Umag 2018 sono state un torneo di tennis preliminare per accedere alla fase finale della manifestazione. I vincitori dell'ultimo turno sono entrati di diritto nel tabellone principale. In caso di ritiro di uno o più giocatori aventi diritto a questi sono subentrati i lucky loser, ossia i giocatori che hanno perso nell'ultimo turno ma che avevano una classifica più alta rispetto agli altri partecipanti che avevano comunque perso nel turno finale.

## Teste di serie
1. Martin Kližan (qualificato)
2. Rogério Dutra da Silva (qualificato)
3. Aleksej Vatutin (ultimo turno, ritirato)
4. Stefano Travaglia (qualificato)

1. Facundo Bagnis (primo turno)
2. Enrique López Pérez (primo turno, ritirato)
3. Andrej Martin (ultimo turno, lucky loser)
4. Kenny de Schepper (ultimo turno)

## Qualificati
1. Martin Kližan
2. Rogério Dutra da Silva

1. Marco Trungelliti
2. Stefano Travaglia

### Lucky loser
1. Andrej Martin

## Tabellone

### Legenda
| - Q = Qualificato - WC = Wild card - LL = Lucky loser | - ALT = Alternate - SE = Special Exempt - PR = Protected Ranking | - w/o = Walkover - r = Ritirato - d = Squalificato |

### Sezione 1
|  | Primo turno | Primo turno       | Primo turno       | Primo turno | Primo turno |  |  | Ultimo turno | Ultimo turno      | Ultimo turno      | Ultimo turno | Ultimo turno |  |
|  |             |                   |                   |             |             |  |  |              |                   |                   |              |              |  |
|  | 1           | Martin Kližan     | 2                 | 7           | 6           |  |  |              |                   |                   |              |              |  |
|  |             | Danilo Petrović   | 6                 | 62          | 4           |  |  | 1            | Martin Kližan     | Martin Kližan     | 6            | 6            |  |
|  |             | Zsombor Piros     | Zsombor Piros     | 2           | 65          |  |  | 8            | Kenny de Schepper | Kenny de Schepper | 4            | 2            |  |
|  | 8           | Kenny de Schepper | Kenny de Schepper | 6           | 7           |  |  |              |                   |                   |              |              |  |

### Sezione 2
|  | Primo turno | Primo turno            | Primo turno            | Primo turno | Primo turno |  |  | Ultimo turno | Ultimo turno           | Ultimo turno | Ultimo turno | Ultimo turno |  |
|  |             |                        |                        |             |             |  |  |              |                        |              |              |              |  |
|  | 2           | Rogério Dutra da Silva | Rogério Dutra da Silva | 6           | 6           |  |  |              |                        |              |              |              |  |
|  | WC          | Admir Kalender         | Admir Kalender         | 3           | 2           |  |  | 2            | Rogério Dutra da Silva | 6            | 5            | 6            |  |
|  |             | Roberto Quiroz         | Roberto Quiroz         | 2           | 6(0)        |  |  | 7            | Andrej Martin          | 2            | 7            | 2            |  |
|  | 7           | Andrej Martin          | Andrej Martin          | 6           | 7           |  |  |              |                        |              |              |              |  |

### Sezione 3
|  | Primo turno | Primo turno       | Primo turno       | Primo turno | Primo turno |  |  | Ultimo turno | Ultimo turno      | Ultimo turno      | Ultimo turno | Ultimo turno |  |
|  |             |                   |                   |             |             |  |  |              |                   |                   |              |              |  |
|  | 3           | Aleksej Vatutin   | Aleksej Vatutin   | 6           | 6           |  |  |              |                   |                   |              |              |  |
|  | Alt         | Nik Razboršek     | Nik Razboršek     | 2           | 3           |  |  | 3            | Aleksej Vatutin   | Aleksej Vatutin   | 2            | r            |  |
|  |             | Marco Trungelliti | Marco Trungelliti | 7           | 6           |  |  |              | Marco Trungelliti | Marco Trungelliti | 3            |              |  |
|  | 5           | Facundo Bagnis    | Facundo Bagnis    | 64          | 3           |  |  |              |                   |                   |              |              |  |

### Sezione 4
|  | Primo turno | Primo turno         | Primo turno         | Primo turno | Primo turno |  |  | Ultimo turno | Ultimo turno      | Ultimo turno | Ultimo turno | Ultimo turno |  |
|  |             |                     |                     |             |             |  |  |              |                   |              |              |              |  |
|  | 4           | Stefano Travaglia   | Stefano Travaglia   | 7           | 7           |  |  |              |                   |              |              |              |  |
|  |             | Gian Marco Moroni   | Gian Marco Moroni   | 63          | 6(1)        |  |  | 4            | Stefano Travaglia | 1            | 6            | 6            |  |
|  |             | Peđa Krstin         | Peđa Krstin         | 3           |             |  |  |              | Peđa Krstin       | 6            | 3            | 2            |  |
|  | 6           | Enrique López Pérez | Enrique López Pérez | 1           | r           |  |  |              |                   |              |              |              |  |